# 男の選びかた
『男の選びかた』（おとこのえらびかた）は、東海テレビが制作し、フジテレビ系列で1997年1月6日-3月28日に放送された昼のテレビドラマ。放送時間は月曜から金曜の13:30-14:00。

## あらすじ
彩子は女子大学に務める夫・裕と結婚して8年になる。裕は再婚で、彩子の家に婿養子に入っていた。出版社で働いていた彩子は、友人の知子と、長年の夢だった雑貨店を北鎌倉にオープンさせたのをきっかけに退社。裕は開店祝いで先妻の陽子との娘・真由と再会する。実は裕と陽子は10年前に別れたもののまだ離婚届を出していなかったと、真由から聞いた裕の弟・恭は、そのことを彩子に話し、彩子は結婚とは何かを悩み始める。

## キャスト
- 彩子：烏丸せつこ
- 裕：布施明
- 俊夫：堤大二郎
- 岡本：中原丈雄
- 知子：あいはら友子
- 陽子：田島令子
- 真由：実田江梨花
- 美幸：中尾貴美子
- 佳代：大橋芳枝
- 良夫：福田豊土
- 恭：高知東急
- 盛岡香：山崎夏菜

## スタッフ
- 脚本：綾部伴子
- 音楽：佐橋俊彦
- プロデューサー：小野俊和、浦井孝行、市川秀喜
- 制作：国際放映

## 主題歌
- 冴木杏奈「しあわせになるから」

## サウンドトラック
- 男の選びかた（1997年2月、マーキュリー・ミュージックエンタテインメント）

## 余談
良夫役の福田豊土はこの役が俳優としての最後の出演となり、翌年に死去した。